# Bactrocera pulchra
Bactrocera pulchra är en tvåvingeart som beskrevs av Tryon 1927. Bactrocera pulchra ingår i släktet Bactrocera och familjen borrflugor. Inga underarter finns listade.